# Skender-pašina tekija u Sarajevu
Skender-pašina tekija, nekadašnji derviški hram u Sarajevu. Pripadala je nakšibendijskom tarikatu.

## Povijest
Skender-pašina tekija je izgrađena je 1500. kao druga tekija u Sarajevu na lijevoj obali rijeke Miljacke na mjestu gdje se danas nalazi Dom mladih. Skender-paša Jurišić, kao bosanski namjesnik, za vrijeme svoga trećeg namjesnikovanja u Bosni (1499. – 1500.), iz naklonosti i simpatija prema dervišima, a vjerojatno je i sam je pripadao nakšibendijskom tarikatu, sagradio je veliku zaviju (građevinu) ovog reda, a do nje imaret i musafirhanu. Doveo je vodu iz sarajevskog naselja Souk-bunar, s vrela zvanog Studena česma ili Studeni bunar, a na drugoj strani Miljacke sagradio sebi dvor, uz njega karavan-saraj, 11 dućana i na Miljacki podigao most, sve u Hisetima, u današnjoj Skenderiji. Uz tekiju je bila i bašta, travnjak i šuma. Na tom mjestu, Mustafa-beg Skenderpašić, godine 1518. podiže veliku potkupolnu džamiju, prvu ove vrste u Sarajevu, a uz džamiju i mekteb. Džamija Skenderija porušena je 1935. godine, a njen minaret uklonjen 1960. godine.

## Vanjske povezice
Priča o sarajevskim ulicama: Tekije više nema, ostao samo naziv